# Szach (obraz Viberta)
Szach (fr. Échec) – obraz olejny namalowany przez francuskiego malarza i dramaturga Jehana Georges’a Viberta, znajdujący się w zbiorach Haggin Museum w amerykańskim mieście Stockton w stanie Kalifornia.

## Opis
Obraz Viberta to kolejna z bardzo szczegółowych rekonstrukcji historycznych artysty, przedstawiająca wydarzenie z życia cesarza Napoleona Bonapartego. Vibert wykonał kilka prac opartych na epopei napoleońskiej, temacie bardzo popularnym w XIX-wiecznej sztuce francuskiej. 
Pomimo kultu Napoleona pielęgnowanego przez jego dziadka, obrazoburca Vibert kpi z władcy, otwarcie krytykując I Cesarstwo jako antyrepublikańskie. Partia szachowa przedstawiona na obrazie odbywa się w tym samym okresie. Napoleon, noszący mundur grenadiera pieszego Gwardii Cesarskiej, został właśnie zaszachowany – być może dosłownie i w przenośni – przez swojego przebiegłego wuja, kardynała Josepha Fescha. Duchowny który swoją wysoką pozycję kościelną i wspaniałą kolekcję dzieł sztuki zawdzięczał siostrzeńcowi, z zadowoleniem bierze szczyptę tabaki. Być może złożył propozycję, która stawia Napoleona w niekomfortowej sytuacji, podobnej do tej, jaka jest na szachownicy. Po raz kolejny Vibert mógł przyłapać kardynała mieszającego się w politykę. Dywan z niedźwiedzia polarnego dodaje nuty agresji, ale może też nawiązywać do sposobu, w jaki Napoleon został powstrzymany przez Rosjan podczas inwazji w roku 1812. W swoim obrazie artysta odnosi się również do antagonizmu między wujem a siostrzeńcem, ale to kardynał zostaje powstrzymany w swoich ambicjach.
Jak zwykle Vibert zadbał o dokładność szczegółów historycznych, studiując portrety obu postaci i precyzyjnie odtwarzając ich ubiory, aż po ordery Legii Honorowej, które noszą. Z ogromną wiernością odtworzył luksusową sypialnię Napoleona w pałacu w Fontainebleau, w tym symbole cesarza – inicjał „N”, pszczoły, wieńce laurowe i gałązki oliwne. Być może Vibert swoim obrazem chciał nawiązać zarówno do próżności władzy, jak i do wtrącania się kościoła w sprawy polityczne. 